# Juan José Mieza
Juan José Mieza Goiri (Baracaldo, 10 de febrero de 1915 - Castro-Urdiales, 12 de diciembre de 1999) fue un futbolista español que destacó en el Athletic Club a principios de los años 40.

## Trayectoria
Formado en la cantera del Athletic Club, debutó en Primera División en la temporada 1935-1936, en el partido Valencia-Athletic Bilbao (1-1) del 15 de marzo de 1936. En su primera temporada consiguió el título de Liga, aunque con un papel secundario (tres partidos). Al final de la guerra civil española fue cedido por un año, al Barakaldo CF, para volver al Athletic de cara a la temporada 1940-41. Con los rojiblancos estuvo seis temporadas más, en las que tuvo un rol protagonista en las primeras cuatro campañas. Con el club rojiblanco disputó 104 partidos, ganó dos Ligas y tres Copas del Generalísimo. Concluyó su carrera en 1949 jugando en el Real Murcia, en el que llevaba desde 1946, junto con su hermano Bernabé que también era defensa.

### Selección
Mieza jugó dos partidos internacionales con la selección española. Fue convocado por primera vez el 12 de enero de 1941 en el amistoso contra Portugal (2-2).

## Clubes
| Club          | País   | Año       |
| ------------- | ------ | --------- |
| Athletic Club | España | 1935-1936 |
| Barakaldo CF  | España | 1939-1940 |
| Athletic Club | España | 1940-1946 |
| Real Murcia   | España | 1946-1949 |

## Palmarés

### Campeonatos nacionales
| Título                | Club          | País   | Año       |
| --------------------- | ------------- | ------ | --------- |
| Liga Española         | Athletic Club | España | 1935-1936 |
| Liga Española         | Athletic Club | España | 1942-1943 |
| Copa del Generalísimo | Athletic Club | España | 1943      |
| Copa del Generalísimo | Athletic Club | España | 1944      |
| Copa del Generalísimo | Athletic Club | España | 1945      |